# Philippe Albert de Wurtemberg
Titre
Prétendant au trône de Wurtemberg
29 octobre 1939 – 15 avril 1975
(35 ans, 5 mois et 17 jours)
Philippe Albert de Wurtemberg (né à Stuttgart, le 14 novembre 1893 et mort à Ravensbourg, le  15 avril 1975) est le fils ainé du duc Albert de Wurtemberg et de l'archiduchesse Marguerite de Habsbourg-Lorraine. Il est de 1939 à sa mort chef de la maison de Wurtemberg.

## Biographie

### Origines familiales
Philippe Albert de Wurtemberg est chef de la maison de Wurtemberg après la mort de son père, le 29 octobre 1939,. Philippe Albert de Wurtemberg appartient à la cinquième branche (dite lignée ducale) de la maison de Wurtemberg. À l'extinction de la branche aînée en 1921, à la mort de Guillaume II de Wurtemberg, la lignée ducale devint la nouvelle branche dynaste de la maison de Wurtemberg. Néanmoins, la nouvelle branche aînée fut la branche morganatique des ducs de Teck (éteinte dans les mâles en 1981), puis la branche morganatique des ducs d'Urach.

### Activités et opinions
Avant la Première Guerre mondiale, Philippe Albert poursuit une carrière militaire et devient Oberstleutnant dans le 119e régiment de grenadiers (de), puis Oberstleutnant à la suite dans le 5e régiment de cuirassiers « duc Frédéric-Eugène de Wurtemberg » (régiment de cuirassiers prussien-occidental).
Opposé au nazisme, et en dépit des objurgations des membres du Stahlhelm dont il fait partie, Philippe Albert refuse de voter au plébiscite du 12 novembre 1933 et conseille à ses proches de l'imiter. En 1934, Philippe Albert refuse de faire hisser le drapeau nazi sur le palais du prince royal à Stuttgart et il doit se réfugier à Altshausen avec sa famille. Le duc Philippe Albert est à la tête d'une fortune considérable, investie essentiellement dans l'industrie, l'agriculture et les vignobles, notamment de l'Hofkammer des Hauses Württemberg.

### Mariages et descendance
Il se marie une première fois, à Altshausen, le 24 octobre 1923, avec l'archiduchesse Hélène d'Autriche (1903-1924), fille de l'archiduc Pierre-Ferdinand de Habsbourg-Toscane et de la princesse Marie-Christine de Bourbon-Siciles, dont il a une fille :
- Marie Christine de Wurtemberg (née à Tübingen le 2 septembre 1924), mariée en 1948 avec le prince Georg-Hartmann de Liechtenstein (1911-1998), fils du prince Aloïs de Liechtenstein (1869-1955), dont sept enfants[1].

L'archiduchesse Hélène meurt à Tübingen, le 8 septembre 1924, six jours après la naissance de sa fille.
Philippe Albert se marie une deuxième fois, à Friedrichshafen, le 1er août 1928, avec l'archiduchesse Rose-Marie de Habsbourg-Toscane (1906-1983), sœur de sa défunte première femme. Ils ont deux fils et quatre filles :
- Helene de Wurtemberg (née à Stuttgart le 29 juin 1929 et morte à Altshausen le 22 avril 2021), mariée en 1961 avec le marquis Federico Pallavicini (né à Budapest, le 23 décembre 1924), dont quatre enfants ;
- Louis de Wurtemberg (né à Stuttgart le 23 octobre 1930 et mort à Weingarten le 6 octobre 2019), renonce à ses droits de succession pour lui et sa descendance. Il s'est marié deux fois morganatiquement : en premières noces, en 1960, avec la baronne Adelheid von Bodman (née en 1938), divorcés en 1970, dont trois enfants, et, en secondes noces, en 1972 avec Angelika Kiessig (née en 1942), divorcés en 1988, dont une fille  ;
- Élisabeth de Wurtemberg (née à Stuttgart le 2 février 1933 et morte à Bristol en Grande-Bretagne, le 22 janvier 2022[9]), mariée en 1958 avec le prince Antoine de Bourbon-Siciles (1929-2019), dont quatre enfants ;
- Marie-Thérèse de Wurtemberg (née au château d'Altshausen le 12 novembre 1934), mariée en 1957 avec le prince Henri d'Orléans (1933-2019), prétendant au trône de France (divorcés en 1984 et mariage annulé en 2008), dont cinq enfants ;
- Charles de Wurtemberg (né à Friedrichshafen le 1er août 1936 et mort à Ravensbourg le 7 juin 2022[10]), chef de 1975 à sa mort, de la maison de Wurtemberg, marié en 1960 avec la princesse Diane d'Orléans (1940), dont six enfants ;
- Maria Antonia de Wurtemberg (née au château d'Altshausen le 31 août 1937, baptisée le même jour et tenue par son arrière grand-mère la princesse Marie-Antoinette de Bourbon-Siciles[11] et morte à Friedrichshafen le 12 novembre 2004), célibataire.

### Mort et funérailles
Le duc Philippe Albert de Wurtemberg meurt à Ravensbourg le 15 avril 1975, à l'âge de 81 ans. Il est inhumé en la chapelle du château d'Altshausen le 22 avril 1975.

## Honneurs
Philippe Albert de Wurtemberg est :

### Ordres dynastiques wurtembourgeois
- Grand maître de l'ordre du Mérite militaire (1939)
- Grand Maître de l'ordre de la Couronne de Wurtemberg (1939)
- Grand maître de l'ordre de Frédéric (1939)
- Souverain de l'ordre d'Olga (1939)

### Ordres officiels étrangers
- 1203e Chevalier de l'ordre de la Toison d'or (Empire austro-hongrois) (1917).
- Grand-croix de l'ordre d'Albert l'Ours (Anhalt).
- Chevalier de l'ordre de Saint-Hubert (Bavière).
- Chevalier grand collier de l'Annonciade (Maison de Savoie) (1960)[13].
- Bailli Grand-croix d'honneur et de dévotion de l'ordre souverain de Malte.
- Chevalier de l'ordre des Saints-Cyrille-et-Méthode (Royaume de Bulgarie).
- Chevalier de l'ordre de l'Aigle noir (Prusse).

## Ascendance
|  |                                                 |  |  |  |  |  |  |  |  |  |  |  |  |
|  | 8. Alexandre de Wurtemberg (1804-1881)          |  |  |  |  |  |  |  |  |  |  |  |  |
|  |                                                 |  |  |  |  |  |  |  |  |  |  |  |  |
|  |                                                 |  |  |  |  |  |  |  |  |  |  |  |  |
|  | 4. Philippe de Wurtemberg                       |  |  |  |  |  |  |  |  |  |  |  |  |
|  |                                                 |  |  |  |  |  |  |  |  |  |  |  |  |
|  |                                                 |  |  |  |  |  |  |  |  |  |  |  |  |
|  | 9. Marie d'Orléans (1813-1839)                  |  |  |  |  |  |  |  |  |  |  |  |  |
|  |                                                 |  |  |  |  |  |  |  |  |  |  |  |  |
|  |                                                 |  |  |  |  |  |  |  |  |  |  |  |  |
|  | 2. Albert de Wurtemberg                         |  |  |  |  |  |  |  |  |  |  |  |  |
|  |                                                 |  |  |  |  |  |  |  |  |  |  |  |  |
|  |                                                 |  |  |  |  |  |  |  |  |  |  |  |  |
|  | 10. Albert de Teschen (1817-1895)               |  |  |  |  |  |  |  |  |  |  |  |  |
|  |                                                 |  |  |  |  |  |  |  |  |  |  |  |  |
|  |                                                 |  |  |  |  |  |  |  |  |  |  |  |  |
|  | 5. Marie-Thérèse d'Autriche (1845-1927)         |  |  |  |  |  |  |  |  |  |  |  |  |
|  |                                                 |  |  |  |  |  |  |  |  |  |  |  |  |
|  |                                                 |  |  |  |  |  |  |  |  |  |  |  |  |
|  | 11. Hildegarde de Bavière                       |  |  |  |  |  |  |  |  |  |  |  |  |
|  |                                                 |  |  |  |  |  |  |  |  |  |  |  |  |
|  |                                                 |  |  |  |  |  |  |  |  |  |  |  |  |
|  | 1. Philippe Albert de Wurtemberg                |  |  |  |  |  |  |  |  |  |  |  |  |
|  |                                                 |  |  |  |  |  |  |  |  |  |  |  |  |
|  |                                                 |  |  |  |  |  |  |  |  |  |  |  |  |
|  | 12. François-Charles d'Autriche                 |  |  |  |  |  |  |  |  |  |  |  |  |
|  |                                                 |  |  |  |  |  |  |  |  |  |  |  |  |
|  |                                                 |  |  |  |  |  |  |  |  |  |  |  |  |
|  | 6. Charles-Louis d'Autriche (1833-1896)         |  |  |  |  |  |  |  |  |  |  |  |  |
|  |                                                 |  |  |  |  |  |  |  |  |  |  |  |  |
|  |                                                 |  |  |  |  |  |  |  |  |  |  |  |  |
|  | 13. Sophie de Bavière                           |  |  |  |  |  |  |  |  |  |  |  |  |
|  |                                                 |  |  |  |  |  |  |  |  |  |  |  |  |
|  |                                                 |  |  |  |  |  |  |  |  |  |  |  |  |
|  | 3. Marguerite de Habsbourg-Lorraine             |  |  |  |  |  |  |  |  |  |  |  |  |
|  |                                                 |  |  |  |  |  |  |  |  |  |  |  |  |
|  |                                                 |  |  |  |  |  |  |  |  |  |  |  |  |
|  | 14. Ferdinand II (roi des Deux-Siciles)         |  |  |  |  |  |  |  |  |  |  |  |  |
|  |                                                 |  |  |  |  |  |  |  |  |  |  |  |  |
|  |                                                 |  |  |  |  |  |  |  |  |  |  |  |  |
|  | 7. Marie-Annonciade de Bourbon-Siciles          |  |  |  |  |  |  |  |  |  |  |  |  |
|  |                                                 |  |  |  |  |  |  |  |  |  |  |  |  |
|  |                                                 |  |  |  |  |  |  |  |  |  |  |  |  |
|  | 15. Marie-Thérèse de Habsbourg-Lorraine-Teschen |  |  |  |  |  |  |  |  |  |  |  |  |
|  |                                                 |  |  |  |  |  |  |  |  |  |  |  |  |
|  |                                                 |  |  |  |  |  |  |  |  |  |  |  |  |